# Mark Smith (cestista)
Mark Smith (Peoria, 5 novembre 1959 – Peoria, 27 giugno 2001) è stato un cestista statunitense.

## Carriera
Esce dall'Università dell'Illinois nel 1981. Nello stesso anno viene selezionato dai Milwaukee Bucks al draft NBA 1981 (3º giro, 67ª chiamata) ma non colleziona alcuna presenza in NBA.
Nel 1982 è di scena in Uruguay con la canotta del Colón, polisportiva della capitale Montevideo. La stagione 1983-84 è invece disputata nella lega professionistica CBA, con la franchigia dei Puerto Rico Coquis.
Il 1984 è l'anno dell'approdo a Napoli, dove resta un anno prima di passare al Barcellona: con la squadra catalana vince una Coppa delle Coppe in campo europeo, poi torna nel capoluogo partenopeo per un'altra stagione con la formazione napoletana che nel frattempo era retrocessa in Serie A2.
Rimane in A2 anche nei tre anni seguenti, tutti giocati con i colori del Basket Rimini, fino a quando il club adriatico non retrocedette in Serie B1 nel 1990. In una partita del maggio 1989 è stato capace di tirare con il 12/12 da due (in Fantoni Udine-Marr Rimini 97-101).
Nel corso della sua carriera ha giocato anche nei campionati di Filippine e Belgio.
Smith morì nella sua città natale, Peoria, a soli 41 anni di età. Soffriva già di problemi ad alcuni organi interni, causati anche dall'uso di alcol e altre sostanze.

## Palmarès

### Squadra
- Liga catalana: 1

Barcellona: 1985
- Coppa delle Coppe: 1

Barcellona: 1985-86

### Individuale
- All-CBA Second Team (1984)